# Wojszyce (wieś w województwie łódzkim)
Wojszyce – wieś w Polsce położona w województwie łódzkim, w powiecie kutnowskim, w gminie Bedlno.
Do 1953 roku istniała gmina Wojszyce. W latach 1975–1998 miejscowość administracyjnie należała do województwa płockiego.

## Zabytki
Według rejestru zabytków Narodowego Instytutu Dziedzictwa na listę zabytków wpisane są obiekty:
- zespół dworski, XVIII w.:
  - dwór, drewniany, nr rej.: 396 z 8.07.1962
  - park, nr rej.: 649 z 1.09.1994

Na terenie parku, w którym obecnie znajduje się dom pomocy społecznej, rośnie najstarsza w Polsce (datowana na 1880 r.) topola szara, posiadająca od 1976 roku status pomnika przyrody.

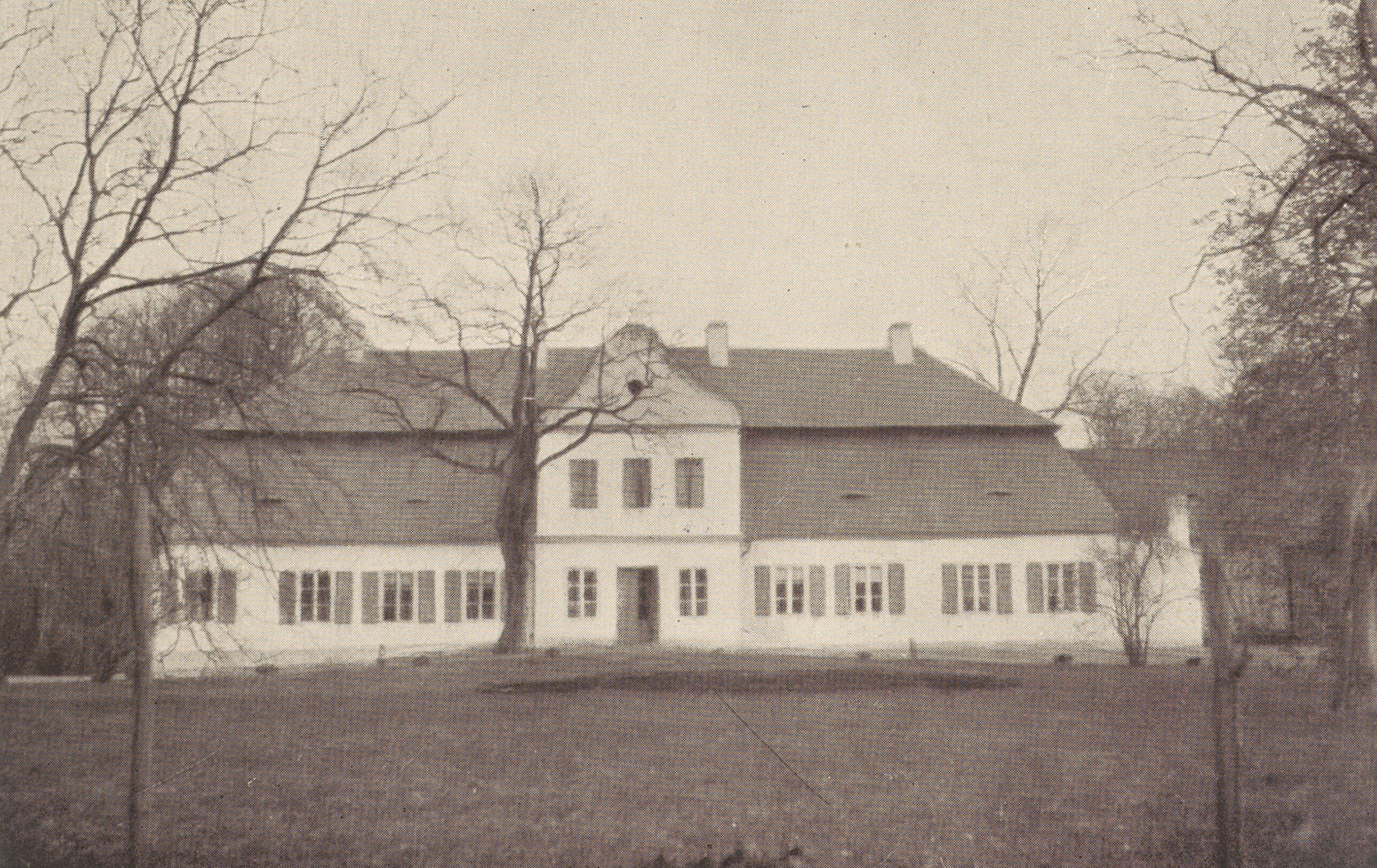
Dwór przed 1911
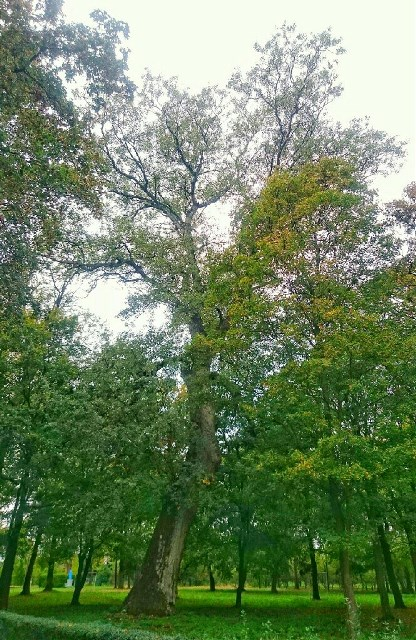
Zabytkowa topola szara rosnąca w parku na terenie DPS-u